# 아코스 (기업)

로고

아코스(Archos(/ˈɑːrkoʊs/, ARCHOS)는 앙리 크로하스(Henri Crohas)가 1988년에 설립한 프랑스의 다국적 전자 회사이다. 아코스는 태블릿, 스마트폰, 휴대용 미디어 플레이어 및 휴대용 데이터 저장 장치를 제조한다. 이름은 Crohas의 성의 철자법이다. 또한 그리스어(-αρχος)에서는 권력을 가진 사람을 가리키는 명사에 사용되는 접미사이다. 회사의 슬로건은 "Think Smaller"에서 "On The Go"로 업데이트 되었으며 현재는 "Entertainment your way"이다.
아코스는 디지털 오디오 플레이어, 휴대용 비디오 플레이어(PVP), 디지털 비디오 레코더, 개인 정보 단말기(PDA), 넷북, 최근에는 구글 안드로이드 및 마이크로소프트 윈도우를 사용하는 태블릿 컴퓨터(태블릿 PC), 스마트폰(태블릿 PC) 등 다양한 제품을 개발했다. 이 제품들은 "아코스"라는 브랜드 이름으로 ZTE에서 제조되었다.

## 같이 보기
- 포터블 미디어 플레이어
- 태블릿 컴퓨터
- 4세대 포켓몬 목록